# Egide Walschaerts
Egide Walschaerts (1820-1901) va ser un enginyer ferroviari belga.
Va néixer a Mechelen al Regne Unit dels Països Baixos el 21 de gener de 1820. Va estudiar enginyeria a la Universitat de Lieja. El 1842 va ser engegat als tallers de Mechelen de la jove companyia ferroviària de l'estat Belga i la més antiga del continent. Aviat, apreciat per la seva perícia tècnica, va ser promogut cap dels tallers de l'estació Brussel·les-Migdia. El 1844 va inventar accionament de la distribució del vapor que va rebre el seu nom. Àquest dispositiu permet de reglar el temps d'obertura de les vàlvules d'entrada i de sortida del vapor, el que permet de controlar l'ús del vapor de manera més econòmica i un funcionament més flúid de la locomotora i de canviar la direcció en marxa enrere. Continuarà inventant amelioracions a les locomotores de vapor, entre d'altres el sistema de frenatge i del diferencial. A l'Exposició Universal de París de 1878 i l'Exposició Universal d'Anvers de 1885 va rebre una medalla d'or. Va crear la seva pròpia fàbrica, els Ateliers Walschaerts.
Morí el 18 de febrer de 1901 (als 81 anys) a Sint-Gillis-Obbrussel prop de Brussel·les.

## Reconeixement
- El municipi de Sint-Gillis li va dedicar el carrer rue Egide Walschaertsstraat[4]
- El 1955 el correus belga va dedicar-li un segell d'1,20 Fr.